# Tjeckien i olympiska vinterspelen 2006

Tjeckiens flagga

Tjeckiens OS-trupp vid Olympiska vinterspelen 2006

## Medaljer
|          | Guld | Silver | Brons | Total |
| -------- | ---- | ------ | ----- | ----- |
| TJECKIEN | 1    | 2      | 1     | 4     |

### Guld
- Kateřina Neumannová - Längdskidåkning: 30 km masstart

### Silver
- Kateřina Neumannová - Längdskidåkning: Dubbeljakt 15 km

### Brons
- Tjeckiens herrlandslag i ishockey - Ishockey, herrar